# Hygrophila hippuroides
Hygrophila hippuroides är en akantusväxtart som beskrevs av Gustav Lindau. Hygrophila hippuroides ingår i släktet Hygrophila och familjen akantusväxter. Inga underarter finns listade i Catalogue of Life.